# سنور مغولي
السنور المغولي أو قط بالاس أو القربوش (الاسم العلمي: Otocolobus manul) حيوان ثديي من فصيلة السنوريات ورتبة آكلات اللحم يألف العيش في المدرجات والأراضي العشبية التي ترتفع نحو 4000 متراً في المناطق الممتدة من بحر قزوين شرقاً إلى غرب وأواسط الصين. مظهره الخارجي يوحي بأنه حيوان ضخم وذلك بسبب كثافة فرائه معطفه أصفر شاحب اللون طويل جداً من الجهة السفلية وهذا ما يجعله يتكيف مع البيئة الثلجية، يغطي وجهه وذيله بضع علامات سوداء وهي في الشتاء أقل من الصيف، أذناه صغيرتان ومستديرتان، أما ذيله فهو أسود وعليه أربع حلقات، سيقانه قصيرة إجمالاً، يبلغ طول رأسه وجسمه حوالي65 سم، ويبلغ طول ذيله 30 سم، ويزن نحو 3,5 كلغ. وهو يحب العزلة ويحذر الأماكن التي يتواجد فيها البشر، ينشط ليلاً بينما يقضي نهاره مختبئاً بين الصخور أو الكهوف أو جحور الحيوانات الأخرى وتشكل القوارض والطيور الأرضية والأرانب غذاءه الرئيسي. لا يعرف الكثير عن طريقة تكاثره إلا أن إنثاه تلد من 5 إلى 6 جراء في السنة الواحدة بعد فترة حمل تدوم 60 يوماً.

## التصنيف
كان الاسم العلمي لهُ سابقاً Felis manul هو الاسم الذي استخدمه بيتر سيمون بالاس في عام 1776، والذي وصف لأول مرة قطة بالاس التي صادفه خلال رحلاته في شرق سيبيريا.
منذ عام 2017، تعترف فرقة عمل تصنيف Cat التابعة لمجموعة Cat Specialist Group بنوعين فرعيين فقط بوصفهما تصنيفًا صالحًا، وهما:
- O. m. manul syn. O. m. ferrugineus في الجزء الغربي والشمالي من آسيا الوسطى من إيران إلى منغوليا.
- O. m. nigripectus في جبال الهيمالايا من كشمير إلى بوتان.

### علم تطور السلالات
كشف التحليل الوراثي للحمض النووي في عينات الأنسجة من جميع أنواع السنوريات أن هناك تشعباً تطوريّ بدأ لهم في آسيا في العصر الميوسيني أي منذ حوالي 14.45 إلى 8.38 مليون سنة. ويشير تحليل الحمض النووي للميتوكوندريا لجميع أنواع السنوريات إلى وجود تشعب منذ حوالي 16.76 إلى 6.46 مليون سنة. كما تشير التقديرات إلى أن قطة بالاس قد تباعدت وراثيًا عن سلف مشترك مع جنس القط الآسيوي بين 8.55 إلى 4.8 مليون سنة مضت، بناءً على تحليل الحمض النووي. ومن 9.4 إلى 1.46 مليون سنة بناءً على تحليل الحمض النووي للميتوكوندريا.

## المميزات
يبلغ حجم قطة بالاس حجم القطة المنزلية تقريبًا. ويبلغ طول جسمه من 46 إلى 65 سم (18 إلى 26 بوصة) وذيله من 21 إلى 31 سم (8.3 إلى 12.2 بوصة)، كما يزن 2.5 إلى 4.5 كجم (5.5 إلى 9.9 أرطال). مزيج من قوامها الممتلئ وفراءها الطويل الكثيف يجعلها تبدو قوية وممتلئة. فرائها داكنة وتوجد حلقات سوداء واضحة على الذيل وبقع داكنة على الجبهة. الخدود بيضاء مع خطوط سوداء ضيقة تمتد من زوايا العينين. الذقن والحلق أبيضان أيضًا، يندمجان في الفراء الرمادي الحريري للأجزاء السفلية. تبرز الحواف البيضاء والسوداء المركزة حول العينين بشكلها المستدير. الأرجل أقصر نسبيًا من تلك الخاصة بالقطط الأخرى، والأذنان منخفضة جدًا ومتباعدة، والمخالب قصيرة بشكل غير عادي. الوجه أقصر مقارنتاً بالقطط الأخرى، مما يعطيها مظهرًا مسطحًا. كما يحتوي الفك القصير على عدد أقل من الأسنان مقارنة بالقطط الآخرى.

### توزيع والسكن
يعود موطن قط بالاس إلى مناطق السهوب في آسيا الوسطى، حيث يسكن ارتفاعات تصل إلى 5,050 مترًا (16570 قدمًا) على هضبة التبت. كما أنها تعيش في أجزاء من كازاخستان وطاجيكستان وقيرغيزستان وإيران وأفغانستان وباكستان ونيبال والهند وبوتان ومنغوليا، وتوجد في معظم أنحاء غرب الصين. كما تعيش في جنوب روسيا في ترانسبايكال كراي، وآلوس في جمهوريات ألتاي وتيفا وبورياتيا. في عام 1997، تم الإبلاغ عن وجوده لأول مرة في جبال سايان الشرقية.

## السلوك والبيئة
قطط بالاس انفرادية، ورائحة كل من الذكور والإناث تحدد منطقتهم. يقضون يومهم في الكهوف أو الشقوق الصخرية أو جحور المرموط، ويخرجون في وقت متأخر بعد الظهر لبدء الصيد. وليسوا عدائين سريعين، تعتمد في أسلوب الأصطياد بالمقام الأول الكمين أو المطاردة، وذلك بمساعدة الغطاء النباتي المنخفض والتضاريس الصخرية. كما تتغذى كثيرًا على أنواع الفرائس النشطة نهاريًا مثل الجربوع، والبيكا، والفئران، وحجل شوكار، وفي بعض الأحيان تصطاد الغرير الصغير.

### التكاثر
موسم التكاثر قصير نسبيًا بسبب المناخ القاسي في النطاق الأصلي للقطط. يستمر الشبق ما بين 26 و 42 ساعة، وهو أيضًا أقصر من العديد من أنواع السنوريات الأخرى. تلد قطط بالاس عادةً في شهري أبريل أو مايو ويصل عدد المواليد من 2 إلى 6 قطط بعد فترة حمل تتراوح من 66 إلى 75 يومًا. قد يعوض الإنجاب الكبير عن ارتفاع معدل وفيات الرضع في البيئة القاسية، ويولد الصغار في أوكار محمية مبطنة بالنباتات الجافة والريش والفراء. تزن القطط حوالي 90 جرامًا (3.2 أونصة) عند الولادة، ولها طبقة سميكة من الفراء الضبابي، والتي يتم استبدالها بفراءً أكبر بعد حوالي شهرين. يمكنهم بدء الصيد في عمر أربعة أشهر، ويصلون إلى حجم البالغين في عمر ستة أشهر. تم الإبلاغ عن أن قطط بالاس تعيش حتى 11 عامًا في الأسر.

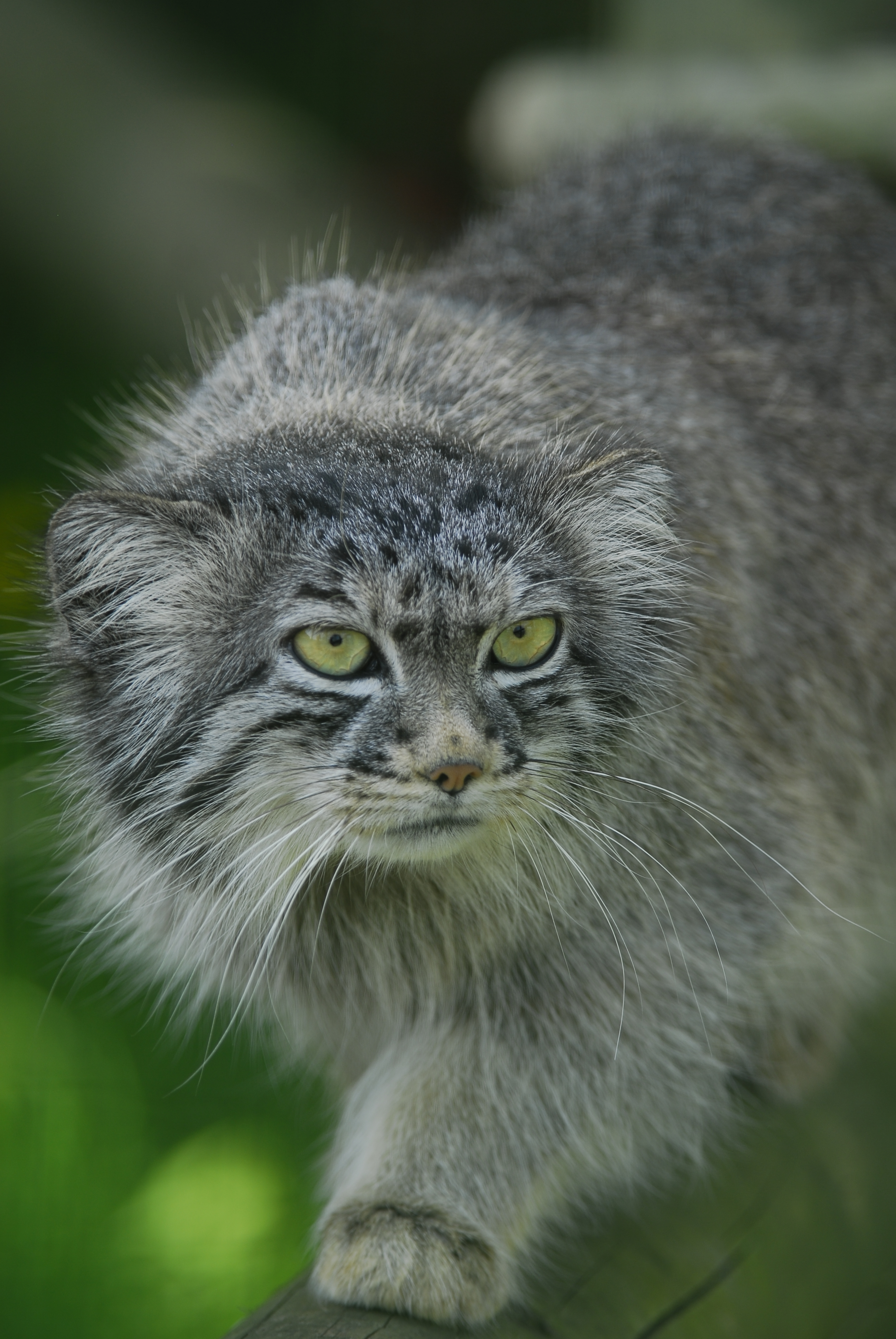
أنثى مانول: لاحظ شكل "الثقب" لبؤبؤ العين المنقبض.

## التهديدات
تم اصطياد قط بالاس من أجل فرائه بأعداد كبيرة نسبيًا في الصين ومنغوليا وروسيا؛ توقفت التجارة الدولية في جلود مانول إلى حد كبير منذ أواخر الثمانينيات. لا يزال حوالي 1000 صياد من قطط بالاس في منغوليا، بمتوسط يقدر بنحو 2000 قطة في السنة. يتم إطلاق النار أيضًا على القطط عند الخلط بينها وبين المرموط الذي يتم اصطياده بشكل شائع، ويتم احتجازه بالمصادفة في كلتا الأرجل الموضوعة للذئاب والثعالب والفخاخ الموضوعة لمارموط والأرانب البرية. كما أنهم يقتلوا من قبل كلاب الرعي.

## الحفاظ على

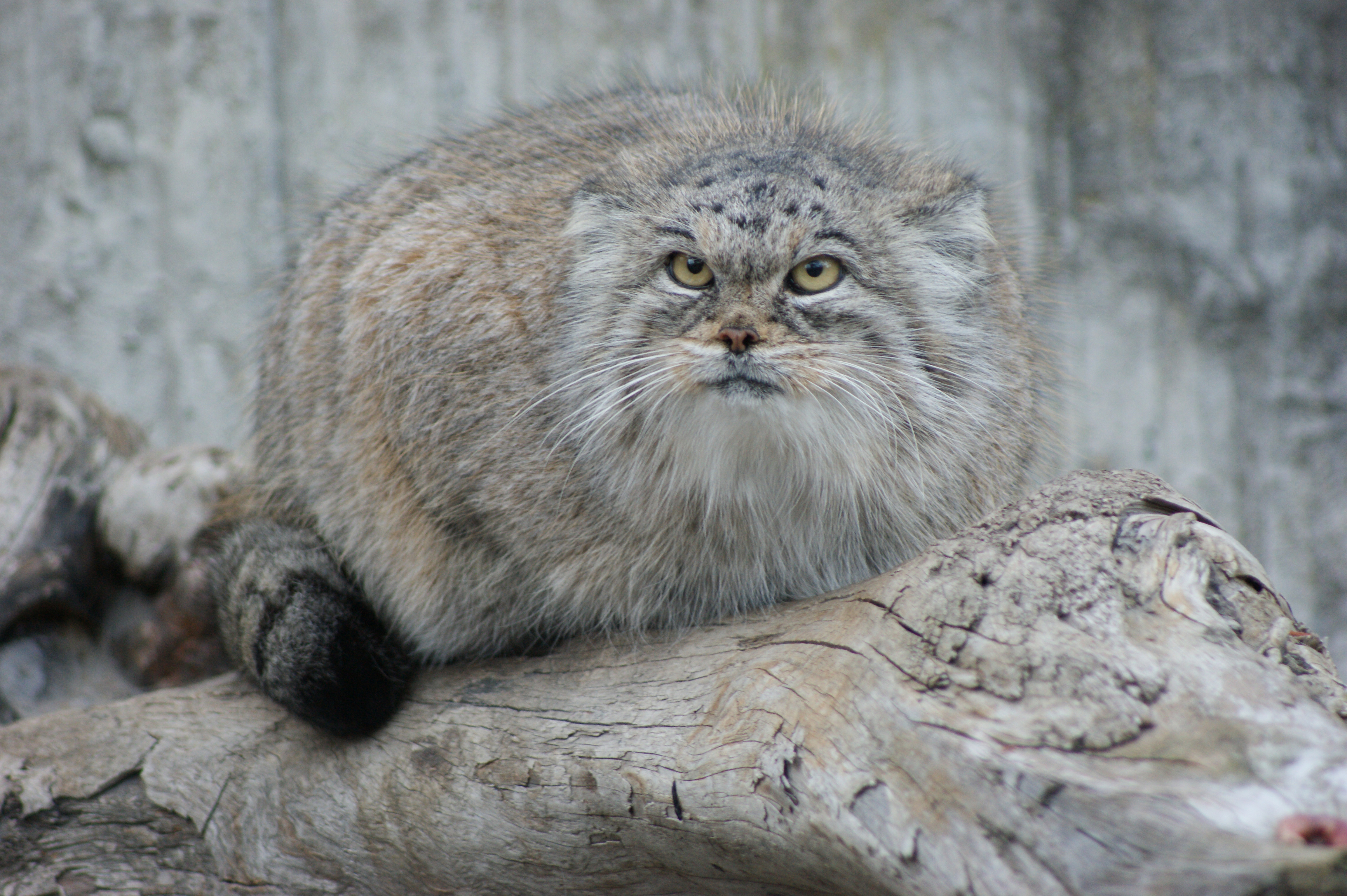
مانول (Otocolobus manul) في حديقة حيوان زيورخ

تم إدراج قطة بالاس في اتفاقية معاهدة التجارة العالمية لأصناف الحيوان والنبات البري المهدد بالانقراض (CITES) تحت البند Appendix II حيث يُحظر صيده في جميع بلدان النطاق باستثناء منغوليا، حيث لا تتمتع الأنواع بأي حماية قانونية. منذ عام 2009، أصبحت محمية قانونًا في أفغانستان، حيث تم حظر جميع أنواع الصيد والتجارة في أجزائها.
تتم دراسة القط في محمية دورسكي الطبيعية في روسيا للحصول على معلومات جديدة حول الموائل والهجرات، ولتقدير معدل بقاءها.

### في الآسر
اعتبارًا من عام 2010، كان هناك 47 من قطط بالاس تحظى برعاية في 19 مؤسسة عضوية في رابطة حدائق الحيوان وأحواض السمك. لم تحدث أي ولادة وحصل ثلاث وفيات في عام 2009. معدل الوفيات لمدة 30 يومًا بنسبة 44.9 ٪ هو أعلى معدل وفيات لأي قط بري صغير. موسمية تكاثرها تجعل من الصعب التحكم في الدورات التناسلية. ومن الصعب الحفاظ على صحة قطط بالاس في الأسر. تتكاثر بشكل جيد، لكن معدلات البقاء على قيد الحياة منخفضة بسبب العدوى التي تُعزى إلى نظام المناعة المتخلف، ناهيك عن عدم موجود أي تعرض للفيروسات في موطنها الطبيعي الذي يزيد عن ارتفاعات عالية.
في يونيو 2010، ولدت خمس قطط في حديقة حيوانات النهر الأحمر في فارغو الأمريكية. تم تلقيح أنثى بشكل مصطنع لأول مرة في حديقة حيوان سينسيناتي وأنجبت ثلاث قطط في يونيو 2011. وفي مايو 2013، ولدت ثلاث قطط في حديقة حيوان Nordens Ark السويدية. في مايو 2016، ولدت أربع قطط في حديقة حيوان Korkeasaari الفنلندية. في مارس 2017، ولدت خمس قطط في حديقة حيوان هوجل الأمريكية. في أبريل 2017، ولدت خمس قطط مرة أخرى في حديقة حيوانات النهر الأحمر في فارجو. في أبريل 2019، أعلنت حديقة حيوان ميلر بارك الأمريكية عن خمس قطط؛ تم استيراد والدهم من جمهورية التشيك. في مايو 2020، ولدت ستة قطط صغيرة في حديقة حيوان بوزنان البولندية. هرب أحدهم من حديقة الحيوان وتم استعادته بعد بضعة أيام في أكتوبر 2020.

## التسمية
الاسم البديل لقط بالاس هو «مانول» وهي الكلمة القرغيزية للقط، كما في اللغة المنغولية يُطلق عليه «مانول». يذكر بأن العالم الجيولوجي ويليام توماس بلانفورد صاغ اسم «قطة بالاس»، كما يتم استخدام التهجئة البديلة لقط «بالاس».